# Maniákoi
Maniákoi (Maniakoi) är en ort i Grekland.   Den ligger i prefekturen Nomós Kastoriás och regionen Västra Makedonien, i den norra delen av landet, 300 km nordväst om huvudstaden Aten. Maniákoi ligger 663 meter över havet och antalet invånare är 3 055. Den ligger vid sjön Límni Kastorías.
Terrängen runt Maniákoi är kuperad norrut, men söderut är den platt. Runt Maniákoi är det ganska glesbefolkat, med 47 invånare per kvadratkilometer. Närmaste större samhälle är Kastoria, 2,8 km nordost om Maniákoi. Trakten runt Maniákoi består till största delen av jordbruksmark.